# Spargania myrtusaria
Spargania myrtusaria är en fjärilsart som beskrevs av William Schaus 1912. Spargania myrtusaria ingår i släktet Spargania och familjen mätare. Inga underarter finns listade i Catalogue of Life.